# Don't Hurt My Little Sister
«Don't Hurt My Little Sister» es una canción escrita por Brian Wilson y Mike Love para la banda The Beach Boys. Fue editada en el álbum Today! de 1965.
Brian Wilson la compuso inicialmente para el grupo femenino The Ronettes de Phil Spector.

## Letra
Esta canción habla de que alguien hirió a su hermana, que está en su dormitorio llorando, por algo que alguien le dijo, lo más probable, un chico que le guste. En el cuarto párrafo dice que su hermana lo ve como un buen chico, pero su hermano no piensa lo mismo. La canción está dirigida directamente al chico de su hermana.

## Créditos
- Hal Blaine - batería
- John Gray - piano
- Al Jardine - bajo eléctrico, vocal coros
- Mike Love - vocal, voz principal
- Ray Pohlman - guitarra
- Tommy Tedesco - guitarra
- Brian Wilson - piano, voz principal
- Carl Wilson - guitarra, coros
- Dennis Wilson - pandereta, voces